# Juan Wilfredo Soto García
Juan Wilfredo Soto García (* 27. April 1965 in Santa Clara; † 8. Mai 2011 ebenda) war ein kubanischer Dissident. Der Menschenrechtsaktivist wurde durch die politisch kontroversen Umstände seines Todes international bekannt.

## Leben als Oppositioneller
Soto war Angehöriger der verbotenen oppositionellen Gruppierung „Foro Antitotalitario Unido“ (Vereinigtes Antitotalitäres Forum, FANTU) in seiner Heimatstadt Santa Clara und war für die Provinz Villa Clara zuständiger Leiter der Kommission zur Betreuung politischer Gefangener der „Coalición Central Opositora“ (Oppositionelle Koalition der Mitte). Er hatte insgesamt zwei Jahre wegen politisch motivierter Straftaten in kubanischen Gefängnissen verbracht. In kubanischen Oppositionskreisen hatte er den Spitznamen El Estudiante (der Student/Oberschüler), da er bereits als Oberschüler im Alter von 17 Jahren zum ersten Mal wegen oppositioneller Betätigung verhaftet worden war. Da er seine Arbeitsstelle als Maurer aufgrund seiner politischen Aktivität verloren hatte, soll er vor allem durch Gelegenheitsverkäufe Geld verdient haben, vorzugsweise im Bereich des Vidal-Parks im Stadtzentrum. Außerhalb Santa Claras war er bis zu seinem Tod weitgehend unbekannt. Der Staatssicherheitsdienst ließ ihn bei mehreren Gelegenheiten vorübergehend verhaften, darunter z. B. im April 2009, als er gemeinsam mit zwei weiteren Oppositionellen den hungerstreikenden Dissidenten Jorge Luis García Pérez „Antúnez“ in dessen Wohnung besuchen wollte. In der ersten Jahreshälfte 2010 gehörte er zu den engsten Unterstützern seines prominenten Gruppenkollegen und Freundes Guillermo Fariñas, während dieser mit einem Hungerstreik gegen die fortgesetzte Gefangenschaft Dutzender politischer Häftlinge protestierte. In Zusammenhang mit seiner offenen Unterstützung für Fariñas wurde Soto nach eigenen Aussagen massiv von Agenten des Staatssicherheitsdienstes bedroht. Um diese Drohungen publik zu machen, wandte er sich an den staatlichen US-Rundfunksender Radio and TV Martí in Miami, der seine per Telefon übermittelte Protestbotschaft im Juli 2010 ausstrahlte. Darin gab Soto an, ein Mitarbeiter des Staatssicherheitsdienstes habe ihm mitgeteilt, seine Unterstützung für Fariñas werde er noch teuer zu bezahlen haben. Für den Fall, dass ihm etwas zustoße, machte Soto die kubanische Regierung für sein Schicksal verantwortlich.
Juan Wilfredo Soto litt an mehreren chronischen Krankheiten, darunter Hyperurikämie und Gicht, Herzmuskelschwäche, schwerer Bluthochdruck, leichter Lungenhochdruck und Diabetes. Im Januar 2011 berichtete Fariñas über einen Hungerstreik Sotos, nachdem ihm in einem Krankenhaus ein von ihm benötigtes Medikament mit den Worten verweigert worden sei, dieses werde nur gegen harte Währung oder an echte „Revolutionäre“ (Regierungsanhänger) abgegeben. Im April 2011 war Soto gemeinsam mit Fariñas für einen Tag inhaftiert und anschließend unter Hausarrest gestellt worden, nachdem sie sich zur zuständigen Einheit der Staatssicherheit begeben und dort darauf bestanden hatten, nicht wieder zu gehen, bevor ihnen Informationen zu wenige Stunden zuvor verhafteten Freunden gegeben würden.

## Todesumstände
Am Morgen des 5. Mai 2011 hielt sich Soto im Parque Leoncio Vidal im Stadtzentrum von Santa Clara auf, wurde dort von Polizeibeamten wegen angeblicher Störung der öffentlichen Ordnung verhaftet, in einem Polizeiwagen fortgefahren, einige Stunden auf der nahegelegenen Polizeiwache festgehalten und anschließend frei gelassen. Er begab sich anschließend mit akuten Schmerzen in ein Krankenhaus, wo er untersucht und wieder entlassen wurde, bevor sich sein Zustand verschlechterte und er am folgenden Morgen von Angehörigen zum Arnaldo-Millián-Castro-Krankenhauses gebracht wurde, wo er in der Nacht vom 7. auf den 8. Mai verstarb. Über die genaueren Umstände und Abläufe der letzten Tage im Leben Sotos gibt es sich widersprechende Berichte der Vertrauten des Verstorbenen und der kubanischen Behörden. Zentraler Punkt sind von Oppositionellen als Todesursache angeführte Schläge durch Polizisten, die von der kubanischen Regierung als frei erfunden zurückgewiesen und als Teil einer gegen Kuba gerichteten Kampagne verurteilt werden.
Erste Berichte über heftige Hiebe mit Schlagstöcken (des Typs 'Tonfa') der Polizei gegen Soto stammten bereits vom 5. Mai, als diese noch nicht lebensbedrohlich wirkten, den Oppositionellen jedoch als berichtenswertes Beispiel für den menschenrechtswidrigen Umgang des Regimes mit friedlichen Kritikern erschien. So verschickte der mit Soto befreundete Baptistenpfarrer Mario Félix Lleonart, der ihm gemeinsam mit einem Verwandten auf dem Weg zum Krankenhaus begegnet war, bereits kurz nach dem fraglichen Vorgang von seinem Mobiltelefon aus eine Nachricht über das Nachrichtennetzwerk Twitter, in der er die Polizeigewalt gegen Soto anprangerte, von deren schmerzhaften Folgen dieser ihm soeben berichtet hatte.

## Reaktionen auf Sotos Tod
Ein großes Echo erfolgte jedoch erst nach dem Tod des Dissidenten, als sich mehrere prominente kubanische Oppositionelle mit Berichten an die internationale Öffentlichkeit wandten und auf den Zusammenhang zwischen dem Vorfall vom Donnerstag und dem Tod in der Nacht zum Sonntag hinwiesen. Ein wesentlicher Multiplikator war der enge Vertraute Sotos, Guillermo Fariñas, der nach eigenen Angaben mit Soto noch im Krankenhaus telefoniert und mit zahlreichen Zeugen gesprochen hatte und später mehrere Nachrichtenagenturen informierte. Soto sei von einer Polizeistreife ohne Anlass zum Verlassen der Parks aufgefordert worden. Nachdem er sich geweigert habe, seien ihm Handschellen angelegt worden, worauf er aus Protest begonnen habe, Parolen gegen die Staatsführung auszurufen. Daraufhin sei er von der Polizei heftig geschlagen worden: zunächst auf die Beine, als er daraufhin auf in die Knie ging, auch auf den Rücken. Ein Arzt des Krankenhauses (in dem Fariñas in der Vergangenheit bereits mehrere Monate im Hungerstreik verbracht hat) habe ihm anvertraut, Sotos Bauchspeicheldrüse sei vermutlich durch die Schläge geschädigt worden. FANTU-Mitglieder berichteten, dass Soto ihnen die Namen der beiden im Park anwesenden Staatssicherheitsoffiziere genannt hatte, auf deren Anweisung hin die Schläge gegen ihn ausgeführt worden seien. Fariñas wies bereits am Todestag darauf hin, dass Staatspräsident Raúl Castro am Tode Sotos Mitschuld trage, da er Gewaltanwendung gegen öffentlich demonstrierende Oppositionelle nicht nur nicht unterbinde, sondern sogar gutheiße, wie zuletzt wenige Wochen zuvor in seiner Rede vor dem Kongress der Kommunistischen Partei Kubas, als er erklärte, dass die „Verteidigung der Revolution“ auf den Plätzen und Straßen „weiterhin oberste Pflicht aller patriotischen Revolutionäre“ sei.
Regierungsnahe Quellen widersprachen der Darstellung der Todesumstände Sotos umgehend: er sei an einer akuten Entzündung der Bauchspeicheldrüse gestorben, ohne dass er irgendwelche Schläge erhalten hätte. Während anfänglich zur Rechtfertigung der Polizeiaktion noch behauptet wurde, im Park sei eine „Protestaktion“ seiner „konterrevolutionären Gruppe“ durchgeführt worden, wurde dies in der Folge weder wiederholt, noch zum Beleg weitere Teilnehmer benannt. Auch ein vom Korrespondenten des „Neuen Deutschland“ behauptetes „Handgemenge“ als Verhaftungsgrund ist von keiner Quelle belegt.
Die zahlreichen kritischen Medienberichte veranlassten jedoch u. a. auch ausländische Regierungen zu offiziellen Stellungnahmen, beispielsweise verlangte in Deutschland der Staatsminister im Auswärtigen Amt Werner Hoyer von der kubanischen Regierung eine Aufklärung des Todesfalls. In einem später veröffentlichten Artikel auf der staatlichen Website „Cubadebate“ wurde Deutschland für diesen Aufruf scharf angegriffen und als den USA „bedingungslos unterwürfiger NATO-Verbündeter“ bezeichnet, der sich für einen auf Lügen aufgebauten „Medienkrieg“ gegen Kuba einspannen lasse. Auch die Hohe Vertreterin der EU für Außenpolitik, Catherine Ashton, rief Kuba in einer Stellungnahme vor dem Europäischen Parlament zur Aufklärung des Falls auf. Ähnliche Forderungen kamen aus unterschiedlichen politischen Lagern und von Menschenrechtsorganisationen wie Amnesty International.

### Medienoffensive der kubanischen Regierung
Angesichts des großen Medieninteresses sah sich die Regierung in Havanna zu einer offiziellen Stellungnahme veranlasst, in der sie am 10. Mai die Vorwürfe als Lügenkampagne zur „Untergrabung des internationalen Ansehens und der moralischen Stärke der Revolution“ zurückwies, den Verstorbenen als rechtmäßig verurteilten Gewalttäter und die Oppositionsbewegung pauschal als Söldner darstellte. Die pathologischen Untersuchungen im Krankenhaus hätten auf einen „natürlichen Tod“ hingewiesen. Diese Position wurde von den staatlichen Medienkanälen einschließlich der regierungsnahen Blogs verbreitet und anschließend auch von vielen internationalen Agenturen und Medien vermeldet. Das staatliche kubanische Fernsehen zeigte Ausschnitte aus Interviews mit einer Schwester Sotos, einer Nichte und deren Verlobtem, sowie Aussagen eines Krankenhausarztes und eines Blumenverkäufers am Stadtpark, die den Aussagen des Verstorbenen und seiner Freunde widersprachen und auch in den staatlichen Zeitungen wiederholt wurden.

### Weitere kubanische und internationale Reaktionen
Fariñas und andere Dissidenten forderten unterdessen eine „öffentliche und transparente Untersuchung, durchgeführt von Experten von internationaler Bekanntheit, die nicht unter Vertrag der kubanischen Regierung stehen“. Zwar gab es bereits am 12. Mai erste Berichte über den Selbstmord eines möglicherweise in den Fall Soto verwickelten Polizisten, diese konkretisierten sich jedoch erst am 17. Mai: Danach hatte sich bereits an Sotos Todestag der Polizist Alexis Herrera per Kopfschuss das Leben genommen, nachdem er am selben Tag bereits zu zwei Versammlungen der Polizei-Führung aus Anlass von Sotos Tod einbestellt worden war. Nach Angaben der Opposition in Santa Clara war Soto in Herreras Streifenwagen vom Park zur Polizeiwache gefahren. Von offizieller Seite gab es weder einen Kommentar zum Selbstmord des Polizisten noch irgendeine Erklärung für die Tatsache, dass sich Soto drei Tage vor seinem Tod über die kurz zuvor erhaltenen Polizeischläge gegenüber zwei Zeugen beklagt hatte, von denen einer dies über Twitter unmittelbar verbreitete.
In der Folge gab es zahlreiche neue Zeugenaussagen, die mit der offiziellen Darstellung nicht vereinbar waren: zum Beispiel sagte eine Nachbarin Sotos, die sich zur Betreuung ihres Sohnes gleichzeitig mit Soto im Krankenhaus aufgehalten hatte, vor laufender Videokamera aus, Soto habe ihr dort im Beisein seiner Nichte und deren Verlobten durchaus von den Polizeischlägen als Auslöser seiner akuten Beschwerden berichtet, die beiden hätten also gegenüber den Regierungsmedien nicht die Wahrheit ausgesagt. Auch zwei Freunde Sotos, die ihn im Krankenhaus besucht hatten, bestätigten, dass Soto ihnen von den erlittenen Schlägen berichtet hatte. Fariñas forderte die Behörden zur Veröffentlichung der Videoaufnahmen der den Stadtpark überwachenden Sicherheitskameras auf, damit die Umstände der Verhaftung Sotos dokumentiert würden.
Angesichts der nicht ausgeräumten Widersprüche startete Amnesty International am 19. Mai 2011 eine Kampagne, in der Ärzte und andere Beschäftigte in Gesundheitsberufen weltweit dazu aufgefordert werden, sich bis zum 6. Juli an die kubanische Regierung zu wenden und eine unabhängige und unparteiliche sowie internationalen Standards genügende Untersuchung der Todesumstände Sotos zu verlangen. Der Schriftstellerverband PEN International nahm den Fall Soto im September 2011 bei seiner Delegiertenversammlung in Belgrad in seine Resolution zu Kuba auf und äußerte sich dabei „schockiert“ über die festgestellte Zunahme von Unterdrückungsmaßnahmen durch die Polizei einschließlich der Anwendung von Schlägen gegen Dissidenten. Die Menschenrechtsorganisation Freedom House dokumentierte den Fall im Kuba-Kapitel ihres jährlichen Berichts zur Lage der Menschenrechte in der Welt.

### Hungerstreiks von Jorge Luis Artiles und Guillermo Fariñas
→ mehr Einzelheiten hierzu im Artikel zu Guillermo Fariñas
Vom 9. Mai bis 3. Juni 2011 befand sich der ehemalige politische Häftling Jorge Luis Artiles Montiel – wie Soto und Guillermo Fariñas Mitglied des oppositionellen FANTU – im Hungerstreik, mit dem er eine unabhängige Untersuchung von Wilfredo Sotos Tod sowie ein Ende der Gewalt gegen friedliche Oppositionelle forderte, den er jedoch aufgrund persönlicher Probleme abbrechen musste. Artiles' Protest war weitgehend ohne internationale Beachtung geblieben. Unmittelbar im Anschluss an das Ende der Aktion Artiles' begann Fariñas seinerseits einen mit denselben Forderungen verbundenen, im In- und Ausland aufmerksam beachteten Hungerstreik, den er schließlich nach einer Woche am 10. Juni 2011 mit dem Hinweis abbrach, er tue dies, um zu verhindern, dass sich andere ehemalige politische Gefangene gegen seinen Willen seiner Aktion anschlössen, wofür er keine Verantwortung tragen wolle.
Die zwölf zuletzt entlassenen und in Kuba verbliebenen der Gruppe der 75 im „Schwarzen Frühling“ 2003 verurteilten politischen Gefangenen unterzeichneten am 4. Juni die sogenannte „Erklärung von Roque“, die sie am 6. Juni dem Justizministerium übergaben. Darin verlangen sie eine unabhängige Untersuchung der Todesumstände Sotos durch internationale Experten und ein Ende von Gewaltmaßnahmen gegen friedliche Demokratieaktivisten und machen Staatspräsident Raúl Castro für den möglichen Tod Fariñas verantwortlich.